# Pabellón de Chile en la Expo 1992
El pabellón de Chile en la Expo 1992, es el edificio que representó a ese país en la Exposición Universal realizada en Sevilla, España, el año 1992. Su principal atractivo fue un iceberg traído desde la Antártica Chilena.

## Características
El edificio, diseñado por los arquitectos Germán del Sol y José Cruz —ambos Premio Nacional de Arquitectura, en 2006 y 2012, respectivamente—, tiene una superficie construida de 1.659 m², y una altura máxima de 14 m. La estructura fue realizada completamente con madera laminada (pinus radiata) de contornos ondulantes, y el techo, de color rojo, fue armado con placas de cobre, principal mineral producido por Chile.
El pabellón de Chile se ubicó en la Avenida 4 o Avenida del Ombú de la Expo (actual calle Albert Einstein), en donde también estaban los edificios de Canadá, los países del Caribe, Rumania, Yugoslavia, Cuba, Mónaco y Sri Lanka.
El proyecto en total costó cerca de 12 millones de dólares.
El edificio fue restaurado en el año 1999.

## El iceberg
Para la muestra se decidió llevar como principal espectáculo del pabellón un iceberg antártico de 60 toneladas, proveniente de Bahía Paraíso. Este fue transportado por partes, por el buque Galvarino de la Armada de Chile, dentro de contenedores especialmente refrigerados. La idea de los organizadores era mostrar a Chile como un país eficiente en el intercambio comercial.

Si podemos transportar este hielo, podemos transportar productos frescos chilenos, como frutas o salmón, a cualquier parte del mundo con la misma eficacia.
Eugenio García, director del proyecto.

El iceberg fue expuesto con una refrigeración de entre 5 y 10 grados centígrados bajo cero, en una estructura con cortinas de aire frío, mientras en el exterior podían existir hasta 40 grados durante el verano sevillano. A pesar de que en un principio se pensó que el iceberg sería lanzado al «Lago de España» o al «Guadalquivir» de la muestra, finalmente los organizadores decidieron llevarlo de regreso a la Antártica.

## Recepción
El pabellón fue visitado por una comitiva chilena, encabezada por el presidente Patricio Aylwin, el 26 de julio de 1992, acto que contó con la participación del futbolista chileno Iván Zamorano, recientemente incorporado al Real Madrid. Aylwin aprovechó la ocasión para decir que era «una experiencia que esperaba, pues en Chile todos levantamos el tarro [nos pavoneamos] con este pabellón del que estamos acostumbrados a decir que es de los mejores».

El pabellón de Chile es, ciertamente, uno de los más visitados estos meses, no sólo por la riqueza y originalidad de sus contenidos, sino por el alarde de arquitectura que supone, y que ha sido admirada por profesionales de varios países.
ABC de Sevilla, 27 de julio de 1992.

El iceberg fue objeto de análisis por columnas y reportajes de varios medios internacionales, como el Calgary Herald («Chile’s Icy Exhibit Starts a Hot Debate»), New Scientist («Icy Reception»), y Bohemio News («Arde un iceberg en Chile»), entre otros, pero sin duda las mayores críticas vinieron del periódico norteamericano The New York Times, que publicó la nota «An Iceberg Bobs in the Latin American Imagination» («Un iceberg sacude la imaginación latinoamericana») y una editorial titulada «Chile's Chilly Idea» («Una idea chilena para quedarse helado»), que ironizaba con los motivos de Chile para presentar el iceberg, y que fueron desmentidos en Chile.

With a successful display at Expo '92, Chile seeks to show that it would be an ideal trading partner for the new European Community. But students of fiction can only smile when Chileans say that the project is also meant to prove that Chile is as much European as Latin American.
[Con una exitosa presentación en la Expo '92, Chile busca mostrar que podría ser un socio comercial ideal para la nueva Comunidad Europea. Pero los estudiosos de la ficción sólo pueden sonreír cuando los chilenos dicen que el proyecto es también una forma de probar que Chile es tan europeo como latinoamericano].
The New York Times, 8 de noviembre de 1991.

La utilización del iceberg fue criticada en Chile por varios motivos; grupos ecologistas calificaron como «ridículo y antiecológico» el proyecto, y Manuel Baquedano declaró que era «el símbolo que incita a saquear el continente de la paz». También la utilización del iceberg ha sido criticada desde un aspecto estético; el arquitecto Mathias Klotz afirmó que la elección del iceberg fue errónea, ya que hubiera sido mejor presentar a Chile «como un país cálido, con una respetable cuota de tecnología y en medio de un entorno cargado de naturaleza», además de haberlo sobrecargado de cosas, «transformándolo en un circo que llegó a tener incluso un espectáculo central llamado el iceberg».